# На краю Вселенной: Битва за мир
«На краю Вселенной: Битва за мир» (англ. Farscape: The Peacekeeper Wars) — двухсерийный телевизионный фильм 2004 года режиссёра Брайана Хенсона совместного производства США и Австралии. Продолжение телесериала «На краю Вселенной». Также известен под названиями «Галактическая война» и «На краю Вселенной: Война миротворцев». Премьерный показ состоялся на американском телеканале Sci Fi 17 и 18 октября 2004 года.
Впервые на русском языке фильм был показан в 2005 году на кабельном телеканале Hallmark.

## История создания
В 2002 году телесериал «На краю Вселенной» был неожиданно снят с эфира, финальная серия завершилась кульминационным моментом и оставила много недосказанного. Закрытие телесериала вызвало резонанс в средствах массовой информации и, благодаря усилиям поклонников, создателю сериала Брайану Хенсону удалось найти спонсоров для съёмок телефильма, в котором были завершены большинство незакрытых сюжетных нитей.

## Сюжет
Могущественная Скарранская империя объявила войну силам миротворцев. Скарране захватывают одну звёздную систему за другой, и похоже, эта война будет последней войной в галактике.
Два месяца спустя после того, как землянин Джон Крайтон и себацианка Айрин Сун были разбиты на кристаллы на водной планете, их друзьям удается наконец собрать и оживить их. Жители водного мира оказываются потомками айдолонов — расы, обладающей способностью внушать добрые намерения. Живой космический корабль Мойя направляется к Арнесску, родине айдолонов, в надежде, что айдолоны вместе со своими потомками будут в силах остановить галактическую войну.
Миротворцы под командованием Скорпиуса и скорране под командованием Сталика продолжают битву, призом в которой должен стать Крайтон и знания о разрушительном гипертуннельном оружии, которыми с ним поделилась таинственная древняя раса. Но Скорпиус, почувствовавший, что Крайтон вновь вернулся к жизни, бросает свою армию и вместе с Сикозу отправляется в погоню за Мойей.

## В ролях
| Актёр          | Роль             |
| -------------- | ---------------- |
| Бен Браудер    | Джон Крайтон     |
| Клаудиа Блэк   | Айрин Сун        |
| Энтони Симко   | Ка Д'Арго        |
| Джиджи Эджли   | Чиана            |
| Уэйн Пигрэм    | Скорпиус / Харви |
| Джонатан Харди | голос Райджела   |
| Лани Тупу      | голос Пилота     |
| Райли Хилл     | Сикозу           |

| Актёр            | Роль                  |
| ---------------- | --------------------- |
| Пол Годдард      | Старк                 |
| Мелисса Джаффер  | Норанти               |
| Дэвид Франклин   | Брака                 |
| Ребекка Риггс    | командующая Грайза    |
| Дункан Янг       | император Сталик      |
| Франческа Баллер | военный министр Ахкна |
| Натаниэл Дин     | Джоти                 |
| Тэмми Макинтош   | Джул                  |

## Награды и номинации
В 2005 году фильм получил три премии «Сатурн» в категориях «Лучшая актриса на телевидении» (Клаудиа Блэк), «Лучший актёр на телевидении» (Бен Браудер) и «Лучшая телепостановка», а также был номинирован на «Эмми» в категории «Лучшие спецэффекты в мини-сериале, фильме или специальном выпуске телепередачи» (вторая серия).

## Видеоиздания
В 2005 году дистрибьютор «Екатеринбург Арт» выпустил DVD- и VHS-издание (двухкассетный бокс) фильма под названием «Галактическая война». В DVD-издание 5-региона вошла русская (закадровый многоголосый перевод) и английская звуковая дорожка в формате Dolby Digital 5.1, а также русские и английские субтитры.
Дистрибьютор «Лизард» выпустил фильм в формате MPEG4 (двухдисковое издание). Также известно упрощенное DVD-издание (keepcase) от ООО «Микс Медиа».